# Фосфатидилинозитол-3-фосфат
Фосфатидилинозитол-3-фосфат (англ. Phosphatidylinositol 3-phosphate, PtdIns3P) — фосфолипид, продукт фосфорилирования внутриклеточного фосфатидилинозитола в положении 3' (D3) инозитольного кольца.

## Роль в биологии
Фосфатидилинозитол-3-фосфат играет важную роль во внутриклеточных сигнальных путях. Фосфорилирование катализируется специфическими ферментами фосфоинозитид-3-киназами классов II и III. Активность киназ класса II регулируется рядом особых стимулов, таких как факторы роста, поэтому образование фосфатидилинозитол-3-фосфата может увеличиваться при стимулировании клетки. Гидролиз добавленной киназой фосфатной группы (дефосфорилирование) осуществляется фосфатазами семейства миотубуларинов. Фосфотидилинозитол-3-фосфат распознаётся и связывается рядом сигнальных белков, несущих FYVE домен или PX домен. Примерами таких белков являются SNX1, Hrs и EEA1. Таким образом, присутствие фосфатидилинозитол-3-фосфата на клеточной мембране рекрутирует белки, участвующие во внутриклеточном транспорте.